# والتر إي. رينو
والتر إي. رينو (بالإنجليزية: Walter E. Reno)‏ هو ضابط أمريكي، ولد في 3 أكتوبر 1881 في مقاطعة ديفيس في الولايات المتحدة، وتوفي في 19 نوفمبر 1917.